# العثة (لوست)
«العثة» هي الحلقة السابعة من الموسم الأول من لوست . أخرج الحلقة جاك بندر وكتبتها جينيفر جونسون وبول ديني. تم بثها لأول مرة في 3 نوفمبر 2004، على قناة ABC . ظهرت شخصية تشارلي بيس (دومينيك موناغان) في فلاشباك الحلقة.
يبدأ تشارلي في تجربة آثار ترك الهيروين، بينما يصبح جاك محاصرًا في كهف. في غضون ذلك، يحاول سعيد جراح (نافين أندروز) وكيت أوستن (إيفانجلين ليلي) وبون كارليل (إيان سومرهالدر) تثليث إشارة بث المرأة الفرنسية. ظهرت مشاركة تشارلي في فرقته درايف شافت في فلاشباك الحلقة.
وشاهد 18.73 مليون شخص «العثة» على الهواء مباشرة، أي ما يقرب من مليوني شخص أكثر من الحلقة السابقة. هذه الحلقة هي المرة الأولى التي يتم فيها غناء "You All Everybody" بواسطة درايف شافت بالكامل، حيث لم تكن قد تمت كتابتها بعد في الحلقات السابقة. تلقت الحلقة مراجعات متباينة إلى إيجابية، حيث علق بعض المراجعين أن الحلقة لم تكن من نفس مستوى الحلقات السابقة.

## القصة

### الفلاشباك
يخبر تشارلي (دومينيك موناغان) القس أنه سيترك فرقته لأن لها تأثيرًا سيئًا عليه. بعد فترة وجيزة، أخبر شقيقه، ليام بيس (نيل هوبكنز) تشارلي أن فرقة درايف شيفت قد حصلت على عقد تسجيل. لا يريد تشارلي توقيع العقد لأنه يشعر بالقلق من حالات الجنس والمخدرات التي تمارسها الفرقة. يحدثه ليام عن التوقيع، ووعده بأن تشارلي يمكنه الاستقالة في أي وقت يريده. في إحدى الأمسيات في أحد العروض، بدأ ليام، لإحباط تشارلي، في غناء الجوقة "You All Everybody" (أنتم جميعا)، التي من المفترض أن يغنيها تشارلي. ليام يؤكد لتشارلي أنها لن تحصل مرة أخرى
في وقت لاحق، وجد تشارلي أن ليام منتشي بالهيروين مع الجماهير. طرد تشارلي المعجبين، وأخبر ليام أنه انتهى مع الفرقة. يقول ليام لتشارلي إنه هو درايف شافت، ولا أحد يعرف من هو عازف الباص (تشارلي). ويمضي ليخبر تشارلي أنه لا شيء بدون الفرقة، مما يدفع تشارلي لاستخدام الهيروين لأول مرة. بعد سنوات، زار تشارلي منزل ليام في أستراليا ويريد أن ينضم ليام إلى درايف شافت في جولة العودة. يرفض ليام، لكن الفرقة لا يمكنها القيام بالجولة بدونه. ينتقد تشارلي لاستمراره في تعاطي المخدرات، ويلقي تشارلي باللوم على ليام في جعله يبدأ في تعاطي المخدرات. يطلب ليام من تشارلي البقاء معه لبضعة أسابيع، قائلاً إن سيدني لديها بعض برامج إعادة التأهيل الجيدة وأنه يمكنه الحصول على مساعدة تشارلي. يغادر تشارلي بغضب، قائلاً إن لديه طائرة ليلحق بها.

### على الجزيرة
إنه اليوم الثامن، 29 سبتمبر 2004، وتشارلي يعاني من الإقلاع عن الهيروين منذ أن قدم الهيروين طواعية إلى جون لوك (تيري أوكوين) في الحلقة السابقة. بعد العثور عليه، يطلب تشارلي من لوك إعادة الهيروين، ويقول لوك إنه سيعطي تشارلي المخدرات في المرة الثالثة التي يطلبها، لأنه يريد أن يكون لدى تشارلي خيار الإقلاع.
يحاول سعيد جراح (نافين أندروز) وكيت أوستن (إيفانجلين ليلي) وبون كارليل (إيان سومرهالدر) العثور على مصدر الإرسال الفرنسي، لذلك يضعون خطة لتشغيل الهوائيات في نقاط مختلفة على الجزيرة في محاولة تثليث الإشارة.
في الكهوف، يبحث تشارلي من خلال الإمدادات الطبية لجاك شيبارد (ماثيو فوكس) عن شيء ما لتخفيف اثار الإقلاع عن الهيروين. عندما أمسكه جاك بالديازيبام، ادعى تشارلي أنه يعاني من صداع وكان يبحث عن الأسبرين.
عندما أزعج جاك تشارلي بإخباره أن يحرك غيتاره، صرخ تشارلي بغضب، مما تسبب في انهيار مدخل الكهف الذي هم فيه. تمكن تشارلي من الهرب، لكن جاك تحاصر بالداخل. باستخدام خبرته في البناء، يقود مايكل داوسون (هارولد بيرينو) محاولة الإنقاذ مع ستيف جينكينز (كريستيان بومان) وسكوت جاكسون (داستن واتشمان).
في الغابة، يذهب جيمس "سوير" فورد (جوش هولواي) ليخبر كيت (التي تسافر لإعداد هوائيها لمحاولة التثليث) عن مأزق جاك، لكنه قرر عدم فعل ذلك لأنه لا يحب موقف كيت العدائي. تشارلي يخبر لوك عن موقف جاك، لكنه يكشف أن السبب الحقيقي لذهابه إلى لوك هو أن يطلب مخدراته مرة ثانية. يُظهر لوك تشارلي شرنقة عثة، ويوضح أنه يمكنه مساعدة العثة عن طريق قطع الشرنقة وتحرير العثة، لكنها لن تنجو لأنها ستكون ضعيفة جدًا. بدلاً من ذلك، تحتاج العثة إلى الكفاح من أجل التحرر. يقول لوك إن الطبيعة والنضال يجعلان الناس أقوى، مشيرًا لتشارلي إلى أنه بحاجة إلى النضال من خلال معاناته.
تبقى كيت وسوير عند نقطة التثليث الثانية، بينما ينتقل سعيد إلى النقطة الثالثة. بعد أن أخبرها سوير بمأزق جاك، ذهبت كيت للمساعدة، وتركت مهمة تشغيل الإشارة إلى سوير. يضغط تشارلي من خلال فتحة في الكهف ويجد جاك، لكن أثناء القيام بذلك، تنهار الفتحة ويحبس تشارلي وجاك بالداخل. تشارلي يعيد كتف جاك إلى مكانه بتردد بناءً على طلب جاك. يخمن جاك بشكل صحيح أن تشارلي يعاني من الإقلاع، ويؤكد تشارلي لجاك أنه بخير. تحاول كيت يائسة إخراجهم مع المنبوذين الآخرين، بينما يقلق الاثنان من فقدان الأكسجين. يرى تشارلي عثة تقوده إلى فتحة ويخرج الاثنان من الكهف.
يطلق سعيد صاروخ الزجاجة الخاص به للإشارة إلى عملية تشغيل الهوائي. شانون راذرفورد (ماجي جريس) تطلق صاروخ بون من الشاطئ، حيث ذهب بون للمساعدة في إنقاذ جاك، وكذلك سوير من موقعه. يقوم سعيد بتشغيل جهاز الإرسال، ولكن قبل أن يتمكن من تثليث الإشارة، يقوم شخص غير مرئي بضرب سعيد بعصا ويفقده الوعي.
لاحقًا، أحضر هيرلي مياه لجاك وتشارلي، ولاحظ أن تشارلي لا يبدو بخير، لكن جاك يغطيه ويقول إنه مصاب بالأنفلونزا. يخبره هيرلي أن يتحسن ويبدو تشارلي ممتنًا لجاك. يرى لوك ويسأله عن الهيروين ويعيده لوك. ينظر تشارلي إليها للحظة قبل أن يقذفها في النار مبتسمًا. أخبر لوك تشارلي أنه فخور به وأنه كان يعلم دائمًا أنه يمكنه فعل ذلك. تشارلي ولوك يروا عثة تطير بعيدًا.

## الإنتاج

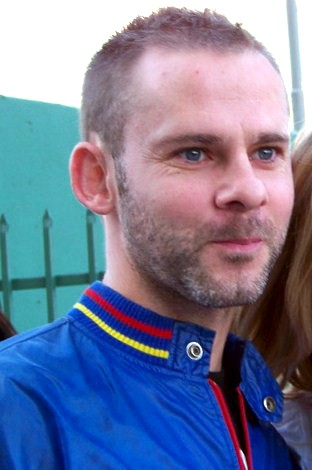
في الحلقة التجريبية ، لم يكن دومينيك موناغان يعرف لحن أغنية "You All Everybody"، لذلك كان عليه أن يصنع لحنًا مؤقتًا

تم بث «العثة» في 3 نوفمبر 2004.  الحلقة من إخراج جاك بندر وكتابة جينيفر جونسون وبول ديني. مشهد الكنيسة مع تشارلي وليام في مانشستر في الواقع تم تصويره في هونولولو، المكان حيث تم تصوير المشاهد على الجزيرة. يقول موناغان إنه يشعر أن سترة تشارلي السوداء هي نوع من «البطانية الأمنية» التي يختبئ تحتها ويستخدمها عندما يشعر «بالضياع». «الهيروين» الذي يفترض أن تشارلي يشمه هو في الواقع سكر بني. وكشف موناغان عن ذلك في مقابلة مع مجلة ستاف في أكتوبر 2005 قائلاً: «[الهيروين] سكر بني. لديك بعض المخاط الحلو حقا. يجب أن تكون حريصًا على عدم استنشاق الكثير منه، لكن هذا حدث عدة مرات. ستجد حلوى في أنفك بعد ذلك بساعتين».
وفقًا لموناغان، فإن درايف شافت مشابهة لـ اويسس، كذلك «الألبوم الأول [لتشارلي] كان نوعًا ما مثل الألبوم الأول لأويسس: لاقى استحسان النقاد، لم يبع بأعداد كبيرة، ولكن في الصناعة، أعطاه الناس الاحترام.» قال ج.ج. أبرامز ودامون ليندلوف لموناغان أنه إذا أراد كتابة الأغنية التي ستكون «أعجوبة الأغنية الواحدة» لتشارلي، فسوف يفكرون في استخدامها في العرض. كتب موناغان أغنية بعنوان «صور وخطط» مع صديق. أحب أبرامز وليندلوف الأغنية، لكنهم لم يضيفوها في لوست.
الكلمات مستوحاة من حادثة عرض فيل دوناهو ، حيث رأى مات ريفز، الذي كان صديقًا مقربًا للمنتجين بريان بورك ودامون ليندلوف، عضوة من الجمهور تصرخ، «أنتم جميعا تتصرفون وكأن الناس الأغبياء يرتدون ملابس باهظة الثمن.»  كان لدى المنتجين نكتة داخلية حيث كانوا يقولون هذا الاقتباس لبعضهم البعض. وفقًا لبورك، «في مرحلة ما، في ذهول هذيان، أدركنا أننا قلناها مرات عديدة لدرجة أنه يجب أن تكون الأغنية».
في الحلقة التجريبية، استند صوت موناغان عندما غنى "You All Everybody" على «عندما يرفع برنس صوته الأنثوي»، لأن الأغنية لم تؤلف بعد. بالنسبة إلى «العثة»، اتصل المنتجون بالمغني جود الذي يتخذ من لوس أنجلوس مقراً له لكتابة نسخة كاملة. الأغنية غناها كريس سيفريد، المغني الرئيسي السابق لجودز تشايلد وجو 90.

## ما بعد البث
تم بث «العثة» لأول مرة في الولايات المتحدة في 3 نوفمبر 2004.  18.73 مليون شخص في أمريكا شاهد الحلقة مباشرة.
تلقت الحلقة عمومًا مراجعات متباينة إلى إيجابية. كتب ريان مكجي من Zap2it أن «هذه الحلقة لم تكن نتنة بأي مقياس، ولكن بعد تشغيل الحلقات السابقة، هذه هي الأولى التي لم تكن لها حقًا مقارنة بالأخريات»، مضيفًا أن «تصوير/استعارة العثة تضربك في نهاية الحلقة، مما يجعلك تتوق إلى الكتابة الأكثر دقة التي أنتجها العرض حتى هذه اللحظة». أعطى الناقد التلفزيوني الحلقة 68/100، وكتب أنها تقع بين «واضحة وأقل» و «منظمة بشكل جميل». أعطى مايلز ماكنوت من نادي AV الحلقة B ، وشارك رأيه بأنها «واحدة من أكثر حلقات المسلسل مجازية - وبالتالي كتابية -. الاستعارة التي تحمل نفس الاسم - التي قدمها لوك - هي واحدة من أكثر الأحداث الصارخة في المسلسل، واستدعى ظهور العثة المتسق في الحلقة الكثير من الاهتمام لبناء السرد.» 
صنف طاقم IGN «العثة» على أنها المرتبة 36 كأفضل حلقة بجميع حلقات لوست، موضحًا أن «عثة عنوان الحلقة تظهر كرمز مجازي وفعلي للنضال من أجل إيجاد القوة في داخلك، كما أوضح لوك لتشارلي، ولتولي المسؤولية عن حياتك دون الاعتماد على أي شخص آخر للقيام بذلك نيابة عنك». في مراجعة تركز فقط على «العثة»، أعطى كريس كارابوت من IGN الحلقة 9/10، وكتب أن الحلقة «تقوم بعمل رائع في استغلال وقت الشاشة لمعظم الشخصيات الرئيسية في العرض»، وأن «تشبيه لوك لـ «العثة» بالمقارنة مع وضع تشارلي يلخص تمامًا ما يمر به العديد من الشخصيات في الجزيرة.»  وفي ترتيب جميع حلقات لوست، إميلي فاندرورف من لوس انجليس تايمز وضعت «العثة» في الرقم 102، مادحة تمثيل موناغان وأوكوين، ولكنها انتقدت القصة لاحتواء «قصة تعاطي مخدرات لا معنى لها.»  فازت حلقة «العثة» مع «الحلقة التجريبية» و «بيت الشمس المشرقة» بجائزة PRISM عن قصة تشارلي حول المخدرات. 